# 石原舟月
石原 舟月（いしはら しゅうげつ、1892年3月7日 - 1984年10月13日）は、大正・昭和期の俳人。現在の山梨県笛吹市御坂町生まれ。本名は起之郎。慶應義塾大学部理財科卒業。
1921年「雲母」入会、飯田蛇笏に師事。のち「雲母」同人。1932年、東京電柱広告社を創業し、後に東広会長。戦後は一時期東京の自宅に「雲母」発行所を移し、復刊・継続に貢献した（1946年-1951年）。
「雲母」一筋の俳人で、実業に携わりながら自然と生活を深い詩情をもって詠んだ。1976年、勲五等瑞宝章受章。1980年、俳人協会名誉会員。1981年、『雨情』により第15回蛇笏賞を受賞。他の句集に『山鵲』『仮泊』など。俳人の石原八束、石原次郎は息子。